# Rajmonda (balet)
Rajmonda – balet w 3 aktach z apoteozą. 
- Libretto: Lidia Paszkowa i Marius Petipa według średniowiecznych legend rycerskich
- muzyka: Aleksandr Głazunow
- choreografia: Marius Petipa
- scenografia: Orest Allegri

Prapremiera: Petersburg 7 stycznia 1898, Teatr Maryjski.

Premiera polska: Wrocław 17 grudnia 1955, Państwowa Opera.
Osoby:
- Rajmonda – młoda dziewczyna z arystokratycznego rodu
- rycerz Jean de Brienne – narzeczony Rajmondy
- Abderchman – rycerz saraceński
- hrabina Sybilla – ciotka Rajmondy
- Henrietta – przyjaciółka Rajmondy
- hrabia Doris, Król węgierski, Biała Dama – opiekunka zamku, dwaj trubadurzy, Marszałek dworu, przyjaciółki Rajmondy, dwórki, paziowie, rycerze, żołnierze, goście, elfy, chochliki